# Bombita Rodríguez
Bombita Rodríguez es un personaje ficticio creado por Diego Capusotto y Pedro Saborido -encarnado por el primero- para el programa de TV Peter Capusotto y sus videos, emitido originalmente por Canal 7 (Argentina).

## Historia
Apareció por primera vez el 5 de mayo de 2008. Descrito en el programa como "el Palito Ortega montonero", es un cantante y actor argentino de la década de 1970, integrante de la organización peronista Montoneros, que difunde las doctrinas peronista y marxista con canciones populares, al estilo de Palito Ortega. La broma se origina en la combinación de elementos antinómicos: la canción que generalmente pondera el optimismo, el amor por la familia y los valores cristianos es sustituida por consignas del peronismo revolucionario y el comunismo, en clave de absurdo.

## Contexto
La enorme aceptación del personaje (y la multiplicación de su fama a través de YouTube) lo llevó a discusiones entre diversos periodistas e intelectuales de la Argentina, como  Horacio González, Jorge Fontevecchia, Pablo Alabarces y Rocco Carbone, entre otros.
Han sido comparados con Bombita -con diferentes intenciones- el dirigente Luis D'Elía, el funcionario Guillermo Moreno, el periodista Horacio Verbitsky, el cantante Dean Reed, el compositor Dmitri Shostakóvich, entre otros.
Algunos, como Jorge Fontevecchia interpretaron al personaje como una crítica a la izquierda. Sin embargo, Diego Capusotto afirmó que no era así.
Palito Ortega recibió con agrado la parodia de Capusotto y hasta expresó su deseo de cantar con él.

## Biografía
Hijo de Evelyn Tacuara (en alusión al Movimiento Nacionalista Tacuara), vedette del nacionalismo católico, que le inculcó su amor por la música, y de Grunkel "Cacho" Abramov, más conocido como el payaso Barricada, "el más renombrado clown del trotskismo, quien le legó su pasión por las masas" Su verdadero nombre es Pío Abramov. Hizo furor en los '70, canciones, películas y shows de TV, y tuvo un rival: Cecilio (también interpretado por Capusotto), el cantante de la reacción ortodoxa (cuyo otro exponente musical fue el grupo Los López Reggae), ídolo de Tradición, Familia y Propiedad quien mediante sus canciones defendía el libre mercado, los valores católicos y la persecución de comunistas. Actualmente, Bombita vive exiliado en Cuba.

## Trabajos
- LP: Ritmo, amor y materialismo dialéctico; La sonrisa de mamá es como la de Perón; Carnaval carioca peronista.
- Singles: "La lucha armada" (con la música de "Viva la vida", de Palito Ortega), "Armas para el pueblo", "La clase obrera es lo mejor", "Expropiar", "A bailar el Mao Mao" (en alusión a Mao Zedong), "Por la liberación", "La sonrisa de mamá es como la de Perón" (sobre "La sonrisa de mamá", del mismo Ortega), "Fusiles de caramelo", "El pícnic de los montoneros", "Tercera posición", "Revolución" (sobre la música de «Only you»), "Socialismo espacial y popular", "Carnaval carioca peronista", "Eres Una Burguesa que Finalmente Te Adherirás Al Movimiento Justicialista" (basada en "Olvídame y pega la vuelta" de Pimpinela), "Un oligarca de mierda más", "Navidad peronista", "Correbombita" (basado en El Coyote y el Correcaminos), el blues "Mejor Perón", "Las jotapé" (basada en "Aserejé"), "Montonerísima"
- Películas: Amor y frente de masas, Me gustan tus ojos y tu pensamiento leninista, ¡Qué linda es mi familia, lástima que sean unos burgueses sin conciencia nacional! (parodia de ¡Qué linda es mi familia!), Las aventuras del montonero invisible, Montoneros contra los burócratas sindicales del espacio, El pícnic de los montoneros, Vení que te monto... nero (parodia de las películas de Porcel y Olmedo), Agente 0017 de Octubre al servicio del justicialismo, El Rey Perón, Peter Far, Al socialismo y más allá, Monto y Remonto y, protagonizadas por Isabel Sarli, Orgasmo peronista y Noches de sexo y justicialismo.
- TV: En Argentina, El show del Monto Yiyo, Bob Esmonto,Imberbes y Perón pregunta (con la participación de Juan Domingo Perón); en Cuba, el Show de VideoMarx, Rolando Rivas marxista y 100% Lucha de clases. En Estados Unidos produjo, junto a los hermanos Warner, el dibujo animado Correbombita.
- Espectáculos: Montonerísima (parodia de las revistas porteñas).
- Publicidad: el fijador "La Orga", el juego de mesa "El Montonero mágico", el sacacorchos "Juan Domingo Tirabuzón", el aceite "Montonero", la goma de mascar "Boombita", el alfajor "Jorgito Antonio" (por Jorge Antonio) y las toallas femeninas "Siempre libres o muertos jamás esclavos".

## Personajes secundarios
- Cecilio, cantante anticomunista, contrafigura de Bombita. El estilo y las canciones fueron tomados de Sandro. No así su ideología.
- Los López Reggae, la otra banda de la "ortodoxia" que, a través de un ritmo entonces poco conocido en la Argentina (el reggae) defendían al peronismo tradicional. El nombre de la banda hace referencia a José López Rega, ministro de acción social del tercer gobierno de Perón y representante del peronismo de derecha. Su éxito más conocido fue «La esposa del General ahora es Isabel».
- Raphaerp, cantante cuyo nombre alude al español Raphael y al Ejército Revolucionario del Pueblo (ERP). Su LP Yo soy del ERP, fue producido por Bombita. En la letra del tema que da nombre al álbum -con la melodía de «Yo soy aquel»- se reivindica como "marxista, leninista, trotskista y guevarista", pero "no peronista". Su estilo (pero no su ideología) parodia a Raphael.
- Roberto Caños, el "Bombita brasilero" que también tuvo algunos éxitos producidos por Bombita como "El monto que está triste y azul" y "Volveré y seré millones de amigos y así más fuerte poder cantar". Su nombre alude a Roberto Carlos y a lo que, en la jerga, se llama "caño", una bomba casera usada por las organizaciones guerrilleras.
- El Monto Yiyo, marioneta inspirada en el Topo Gigio. Monto Yiyo pertenecía, al igual que Bombita, a los Montoneros, de ahí su nombre. Es el nieto del ratón Pérez, al que califica de "ratón burgués".
- Carlitos Fap-Far, amigo y compañero de Bombita, aparece por primera vez en El pícnic de los Montoneros como recurso cómico, claramente emulando a la forma de hablar y estilo de humor de Carlitos Balá. El apellido se compone de las siglas FAP y FAR, dos organizaciones guerrilleras de la Argentina. También coprotagonizó la película Monto y Re-Monto (parodia de Tonto y Retonto), producida por Bombita.
- Pipo Perdía, el otro protagonista de Tonto y Retonto.
- Mily y Tancia, el dúo formado por dos hermanas (Pili y Mili), que interpretan el hit «La Jotapé» («Aserejé»).
- El Gordo Jorgerp, compañero de Bombita que aparece en Vení que te monto... nero, su nombre es una mezcla de Jorge con ERP. Hace referencia al Gordo (Jorge) Porcel.
- Frank Wilder, productor de cine norteamericano, conocido como el "Walt Disney montonero". Su gran anhelo era convertir a los Estados Unidos en una nación peronista.
- Alberto Olpmedo, cómico emblema de la Organización para la Liberación de Palestina (OLP), aparece en la revista Montonerísima. Toma su nombre de Alberto Olmedo.
- Andrés Calamao, cantante cuyo nombre alude a Andrés Calamaro. Su estilo (pero no su ideología) parodia a Andrés Calamaro.

## Recepción
(...) congela nuestra sonrisa, nos atemoriza y angustia hasta conmovernos porque en realidad insinúa, sin reticencia, la historia de Montoneros en particular, pero también de las demás organizaciones armadas de los setenta, en general, las más obscenas aberraciones del terrorismo de estado en la Argentina, en la sincronía, y por extensión la historia de los treinta mil desaparecidos. En este sentido, Bombita se nos aparece como un incuestionable modo de la memoria.
Rocco Carbone

La representación del cómico permite tener un acceso incómodo y delirante a lo que de otro modo se presenta como un exceso de memoria, es decir, como una fijación del pasado como pasado.
Gago y Sztulwark